# نیکان (مجموعه تلویزیونی)
نیکان یک مجموعه تلویزیونی به کارگردانی علی سراهنگ وسایر عوامل بیسواد است که از شبکه ۳ سیما در ۳۰ قسمت پخش شد.

## داستان
یه پرنده کوچیک قبل از پرواز، اولین چیزی که تجربه می‌کنه یه حسی شبیه به سقوطه…

## بازیگران
فهرست هنرپیشگان عبارت‌اند از:
- پژمان بازغی
- سیما تیرانداز
- شقایق فراهانی
- بهنام تشکر
- رضا داودنژاد
- مه‌لقا می‌نوش‌زاد
- رؤیا جاویدنیا
- سام کبودوند
- مهدی صباغی
- فروغ قجابگلو
- نادر شهسواری
- آزاده مهدی‌زاده
- مریم شعبانی
- امید سلیمی
- نوا نعمتی
- محمد یادگاری
- نسیم مسلمی
- رزا ماندنی
- حسین شفیعی
- حسین توکلی
- فریده دریامج
- مهری آل‌آقا
- سعید بحرالعلومی
- صادق سراهنگ
- رونیکا بهرام‌زاده
- محمدعلی اکبرشاهی
- بهنام تشکر
- مریم سعادت
- اصغر نقی‌زاده